# Zákon pomsty
Zákon pomsty (v anglickém originále The Confession) je americký dramatický film z roku 1999. Režisérem filmu je David Hugh Jones. Hlavní role ve filmu ztvárnili Alec Baldwin, Ben Kingsley, Amy Irving, Boyd Gaines a Anne Twomey.

## Obsazení
| Alec Baldwin    | Roy Bleakie    |
| Ben Kingsley    | Harry Fertig   |
| Amy Irving      | Sarah Fertig   |
| Boyd Gaines     | Liam Clarke    |
| Anne Twomey     | Judy Crossland |
| Richard Jenkins | Coss O´Donell  |
| Kevin Conway    | Mel Duden      |
| Jay O. Sanders  | Jack Renoble   |